# Eupolybothrus gloriastygis
Eupolybothrus gloriastygis är en mångfotingart som först beskrevs av Karel Absolon 1916.  Eupolybothrus gloriastygis ingår i släktet Eupolybothrus och familjen stenkrypare. Inga underarter finns listade i Catalogue of Life.